# WEST SIDE
WEST SIDE（ウエストサイド）は、日本のダンスユニット。
吉本興業所属のお笑いコンビであるランディーズ、キングコング、ロザンの3組で結成された。
島田紳助が初めてプロデュースしたユニットである。

## 概要
関西テレビで放送されていた「紳助の人間マンダラ」の企画で、吉本興業所属の若手芸人の中から「男前」を基本とし、「歌って踊れる芸人を発掘しよう」という島田紳助の発案のもとオーディションを行った。合格コンビは、ランディーズ、ロザン、ライセンスの3組。
しかし、WEST SIDEのロケ中、ライセンスの井本貴史が、このグループへの加入に不満を爆発させ、2人とも脱退。その空き枠に、当時吉本総合芸能学院（NSC）に在学中で、早くも人気を誇っていたキングコングが加入。結成当初は、ランディーズの2人とロザン宇治原は24歳、ロザン菅が23歳、キングコングの2人は19歳であった。当初の名前は「男前組」。その後、沖縄アクターズスクール大阪校でダンスレッスン、沖縄での公演参加。CDデビュー時に作曲を担当したブラザー・コーンとの初対面の際に、彼が直感でひらめいたポーズ（両手を顔の前で広げ、薬指と中指を交差させ、片手でアルファベットのWの形を作る）の名前を取り、グループ名を“WEST SIDE”と決定する。初代プロデュースは、元シブがき隊の布川敏和が行なった。
2001年1月に、シングル「WEST LOVE SHINE」（東芝EMI）でデビュー。プロモーションビデオの監督は、井筒和幸が務めた。このシングルが、関西オリコンで初登場2位を記録する。その人気は、関西圏ではジャニーズ事務所のタレント達を上回る勢いであった。その後2ndシングル「Right Here, Right Now」、アルバム『WS』（ともにR&C Japan）、写真集（角川書店）、DVDなどを発売し、Zepp Osakaでのライブも行った。2001年11月23日には、ルミネtheよしもとでもライブを行った
『関西版SMAP』とも言わしめるほどの人気ぶりに成長した。
テレビでは「- 人間マンダラ」のほか、「大阪発元気ダッシュ!DOYAH」（NHK衛星第二）や「ゲンキ王国 〜GENKING〜」（関西テレビ）などにレギュラー出演。2002年8月には主演ドラマが放映された。
2003年9月・12月に特別公演「〜ゲンキ王国外伝〜ウエストサイド・コメディ」を開催。
base SUMMER SMILEで2002年、2003年に「WEST LOVE SHINE」を歌っている。
2003年10月9日放送の「アリ×アリ」（関西テレビ）内で「WEST SIDEの同窓会」を開催している。
それ以降は“WEST SIDE”としての活動は無く、3組それぞれの仕事に専念している。なお、「笑っていいとも!増刊号」でキングコング西野が、「月刊コント増刊号」でランディーズとロザンがダンスを披露している。
2010年4月で結成10周年となり、12月30日に行われた、ランディーズ高井とテンダラー白川らが主催する音楽イベント「ミュージックアワー音人〜年末スペシャルinBIGCAT〜」で、1夜限りの復活を果たした。
2012年2月29日放送の「はねるのトびら」（フジテレビ）のギリギリッスでキングコングとロザンが共演して、「Right Here, Right Now」のダンスを披露した。
2017年6月25日、高井がランディーズの解散を発表。WEST SIDEに在籍していたコンビが初めて解散する事となった。
2021年1月31日、西野が吉本興業とのマネジメント契約を終了。メンバーで初めて吉本興業を退社した。
2024年12月29日放送の「オールザッツ漫才2024」のMBS歌謡祭のコーナーで高井が「WEST LOVE SHINE」のダンスを披露した。

## お笑いとアイドル
当時のグループ内でも、ランディーズ高井のように積極的なメンバーがいた中で、キングコングのような乗り気ではなかったメンバーがいたのも事実であった。梶原に関しては、グループ内では断トツのダンススキルにもかかわらず、このグループの活動に対して積極的ではなかった。メンバー達は、baseよしもとやほとんどの関西ローカルに出演し、しかも漫才やコント、トークの実力も十分にあったが、ここで活動中の時はファンから芸人ではなくジャニーズ同様アイドル目線で見られており、当時の梶原は「ファン（当時）は今まで（WEST SIDE加入前）は真剣に漫才を聴いていたのにもかかわらず、WEST SIDE加入後、俺らが漫才をする為にステージに立った瞬間、キャーキャーと声援をし、（梶原は）一旦は注意するが、漫才を開始しても一向に声援を止めないので『うるさい！』と注意し、静かになってから漫才を始めていた」と証言している。つまり、この当時のキングコングのファンは、「漫才・コントが面白いから劇場に行く」のではなく、「かっこいいWEST SIDEのメンバーであるキングコングを見る為に行く」という客が大半を占めていた。
また、デビューした2001年には、ちょうどM-1グランプリが始まり、ストイックなまでに漫才の完成度を高める芸人が評価される傾向が強くなり、舞台に上がったと同時にブーイングを受けることも珍しくなかった。その傾向は当時ほどではないとはいえ、現在も変わっていない。
周囲の先輩芸人や後輩芸人も、あまりWEST SIDEの活動を良く思っていなかった。オフィス北野所属（当時）の東京ダイナマイトは「もし麒麟や千鳥、笑い飯がいなければ（アイドル化する一方の）大阪の笑いは終わっていた。」と語っており、東京でも決して好意的には受け止められていなかった。逆に、同じbaseよしもとのメンバーだったフットボールアワーやブラックマヨネーズは「羨ましかった」と言っている。
しかし時間が経つにつれ、キングコングの2人は、大阪の冠ラジオ番組にて、「今やったらもう1回してもいい」とWEST SIDE復活を示唆するような発言をした事がある。特に、WEST SIDEを嫌がっていた西野は、「やってもいい（やりたい）」と積極的になり、梶原も「今やったらキャーキャー言われたい」と発言しており、両者ともキャーキャー言われるのが芸人人気が分かる一つの手段だった、と話している。また、梶原は自身のYoutubeのサブチャンネル及びTOKYO SPEAKEASYで、W-inds.の橘慶太とラジオをした際「はねるのトびらで死ぬ気で東京でコントを頑張らなあかんのに、なんで踊って歌ってやらなあかんねん。という気持ちだった。」と話している。

## メンバー（解散後）
詳細は各メンバー【公式サイト順】の項目などを参照。

### ランディーズ
吉本新喜劇で活動中。本業以外でもテレビドラマや映画にそれぞれが出演。高井は、THE★RED STARというバンドに所属している。2007年に吉本新喜劇へ正座員として加入後はコンビ活動が徐々に減少していたが、2017年6月25日放送の『やすとものどこいこ!?』（テレビ大阪）に出演した際に高井がコンビを解散している事を発表。翌日には高井が、改めてTwitterにて解散した事を報告している。これによって、WEST SIDEに在籍していたコンビが初めて解散する事となった。
中川貴志■
サブリーダーとして活躍していた。ダンスは下手ながらも、おじさんキャラで愛されていた。WEST SIDE時代はモテた、とのこと。しかし現在は、見る影が無くなるほど太り、本当のおじさんようなルックスで、色々な番組でネタにされている。
高井俊彦■
リーダーとして活躍していた。解散後も、WEST SIDE復活を狙っている。吉本のイベントでは「ウエッサ〜イ！」と叫んで笑いをとる事がある。

### キングコング
いち早く東京進出を果たし、「はねるのトびら」を中心に若者の人気者に。梶原は、YouTuber「カジサック」として活躍中、西野は、絵本作家と芸人を並行して活躍中。
梶原雄太■
持ち前の運動神経で、見事なダンスを披露。また、メンバー最高の歌唱力も兼ね備え、特にラップを中心に歌っている。
西野亮廣■
菅と並びイケメンキャラとして扱われていたが、ダンスと歌唱力は良くなく、特にダンスに関しては、ロザン菅やランディーズ中川のように、「ダンスが追いつけなくて、苦手に見える」ではなく、練習中はあまりにも特徴的なダンスを披露していたため、「彼のダンスはおかしい」と言われていた。解散後、自身のブログで「WEST SIDEが吐き気がするほど嫌いだった」と語っているが、ラジオ等では、「もう一度やりたい」と発言する事も多々ある。他メンバーとの仲は良い。

### ロザン
関西を中心に活動。2008年頃からは頭の良さを生かし、東京のクイズ番組『Qさま』『平成教育委員会』『今夜はナゾトレ』など出演。コンビ共々成績優秀。
菅広文■
イケメンキャラとして人気を集めつつも、多少不器用なため、苦手なダンスを何度も練習していた。
宇治原史規■
顔は悪いと残念がられながらも、歌や踊りもしっかりとこなしていた。

## ディスコグラフィ

### シングル
「WEST LOVE SHINE」
2001年1月24日発売のデビューシングル。
「Right Here, Right Now」
2001年11月7日発売の2ndシングル。

### アルバム
「W・S」
2001年12月12日に発売された唯一のアルバム。シングル表題となった2曲の他、アルバムオリジナル曲8曲を収録。

### DVD・ビデオ
- story（2002年2月20日発売）
- LIVE at Zepp Osaka E・Y・E（2002年5月9日発売）

## 関連商品

### グッズ
- WEST SIDE（写真集）
- ビニールバッグ
- ポストカード（10枚セット）
- カンバッジ(54mm)
- カンバッジ(31mm)（高井、中川、菅、宇治原、梶原、西野）
- ファスナーアクセサリー（高井、中川、菅、宇治原、梶原、西野）
- 爆笑オンエアバトル2（WEST SIDEのインタビューあり）

## WEST SIDEとして出演した番組

### テレビ
- 紳助の人間マンダラ
- 大阪発元気ダッシュ!DOYAH
- ゲンキ王国 〜GENKING〜
- 島田紳助プロデュース ウエストサイドストーリー
- カウントダウンTV（プロモーションビデオが流れた。しかしWEST SIDEメンバーで唯一映ったのは宇治原のみ）
- 福番
- ミナミの極楽堂
- おはよう朝日です土曜日（ランディーズがレギュラーになった時に1日だけWEST SIDEとして出演）
- 疾風!どエライ男ら
- ミュージックパラダイス
- あさイチ!relax
- プラスM
- 絶対よしもと芸人伝説 by WEST SIDE

### ラジオ
- WEST SIDEのヒミツの穴
- AM808。マジッすよ!あ